# ヒドララジン
ヒドララジン（Hydralazine）は血管平滑筋に直接作用して弛緩させる血管拡張薬の一つであり、高血圧の治療に用いられる。商品名アプレゾリン。特に動脈と細動脈への作用が高い。ヒドラジン系薬剤に分類される。血管平滑筋の弛緩により、血流の末梢抵抗が減少し、血圧を低下させ、後負荷を軽減させる。しかし、血圧低下作用は短時間しか持続しない。腎臓でのナトリウム利尿を維持するためにはある程度以上の血圧が必要であり、身体はヒドララジンによる血圧低下をリセットして血圧を上昇させる。高血圧治療薬の長期的有効性は、血圧-ナトリウム利尿曲線（圧利尿曲線）を移動させる事で発現する。
WHO必須医薬品モデル・リストに収載されている。

## 効能・効果
ヒドララジンは心臓に対して交感神経刺激作用（血圧反射機能）を持つので第一選択薬には採用されない。この刺激作用で心拍数と心拍出量が上昇し、冠血管疾患を有する患者の狭心症や心筋梗塞を誘発する。
ヒドララジンは血漿レニン濃度の上昇させ、体液貯留をもたらす。これらの望ましくない作用を防止するため、ヒドララジンは通常β遮断薬（プロプラノロール等）や利尿薬と併用される。ヒドララジンは重症高血圧の治療に用いられるが、本態性高血圧の第一選択薬ではない。しかし妊娠高血圧に対しては、メチルドパとの併用が第一選択とされている。
DNAメチル基転移酵素の阻害活性を有するため、骨髄異形成症候群の治療にも適用される。
ヒドララジンはアフリカ系米国人の心不全の治療に二硝酸イソソルビドと併用される。

### 禁忌
ヒドララジンは次の患者には禁忌である。
- 虚血性心疾患のある患者
- 大動脈弁狭窄、僧帽弁狭窄および拡張不全（肥大型心筋症、収縮性心膜炎、心タンポナーデ等）による心不全のある患者
- 高度の頻脈および高心拍出性心不全（甲状腺中毒症等）のある患者
- 肺高血圧症による右心不全のある患者
- 解離性大動脈瘤のある患者
- 頭蓋内出血急性期の患者
- 製剤成分に対し過敏症の既往歴のある患者

そのほか、英語版の添付文書では、特発性全身性エリテマトーデスの患者に禁忌とされている。

## 副作用
重大な副作用には、SLE様症状（発熱、紅斑、関節痛、胸部痛等）、劇症肝炎、肝炎、肝機能障害、黄疸、鬱血性心不全、狭心症発作誘発、麻痺性イレウス、呼吸困難、急性腎不全、溶血性貧血、汎血球減少、多発性神経炎、血管炎がある。
頻繁に見られる副作用（>10%）は、頭痛、頻脈、心悸亢進である。
1〜10%に見られる副作用としては、顔面潮紅、低血圧、狭心症症状、関節痛、抗核因子（ANF）試験陽性、胃腸障害、 下痢、嘔気、嘔吐、関節腫脹、筋肉痛、浮腫が知られている。

### 相互作用
ヒドララジンは以下の薬剤の血圧低下作用を増強する。
- 血管拡張薬
- カルシウム拮抗薬
- ACE阻害薬
- 利尿薬
- 血圧降下剤
- 三環系抗うつ薬
- メジャートランキライザー
- エタノール
- ジアゾキシド（英語版）

交感神経β受容体遮断薬等、肝臓で強い初回通過効果を受ける薬剤の生物学的利用能は増加する。アドレナリンの心拍増加作用は増強され、毒性を発現し得る。

## 作用機序
ヒドララジンが動脈血管を拡張する作用機序は未だ明確ではない。ヒドララジンが一酸化窒素を生成して作用するためには血管内皮細胞が必須であり、従って細胞が生きているin vivo 環境でのみ作用が発現する。摘出された血管を用いたin vitro 実験では効果が現れない。
2004年に低酸素誘導因子の活性化が作用機序として提唱された。